# Canon de marine EOC de 14 pouces/45 calibres
Pour les articles homonymes, voir Canon de 14 pouces.
La dénomination de canon EOC de 14 pouces/45 calibres recouvre différents canons de marine similaires conçus et fabriqués par Elswick Ordnance Company pour équiper les navires construits par Armstrong Whitworth et/ou armés pour plusieurs pays avant la Première Guerre mondiale.

## Histoire
Lorsque la Première Guerre mondiale débuta, Armstrong-Whitworth était en train de construire le cuirassé Almirante Latorre pour le Chili, armé de 10 - canons de 14 pouces. Le cuirassé fut acquis par le gouvernement britannique et terminé. Il servit dans la Royal Navy sous le nom de HMS Canada lors la Première Guerre mondiale.  Ses canons était connus sous le nom de BL 14 pouces Mk I'.
Après la Première Guerre mondiale, le cuirassé fut revendu au Chili et prit le nom d’Almirante Latorre comme prévu à l'origine.

## Canons sur chemin de fer
Elswick construisit plusieurs canons pour le Japon, qui entrèrent en service pour les Britanniques comme canons sur chemin de fer dans la Première Guerre mondiale sous la désignation de BL 14 pouces Mk III. Ils étaient semblables mais plus légers que Mk I, et furent modifiés pour avoir des performances similaires au Mk I.

### Armes les performances comparable de rôle, et l'ère
- Canon de 356 mm/45 calibres, équivalent américain
- Canon de marine Vickers de 14 pouces/45 calibres (en), équivalent de chez Vickers